# Grammy Awards 1998
La 40ª edizione dei Grammy Awards si è svolta il 25 febbraio 1998 presso la Radio City Music Hall di New York.
Gli artisti con più premi sono stati Bob Dylan, Alison Krauss e R. Kelly con tre riconoscimenti.

## Vincitori e candidati

### Categorie principali

#### Registrazione dell'anno
- Sunny Came Home - Shawn Colvin; John Leventhal (produttore)
- Where Have All the Cowboys Gone? -  Paula Cole; Paula Cole (produttore)
- Everyday Is a Winding Road - Sheryl Crow; Sheryl Crow (produttore)
- MMMBop - Hanson; Dust Brothers & Stephen Lironi (produttori)
- I Believe I Can Fly - R. Kelly; R. Kelly (produttore)

#### Canzone dell'anno
- Sunny Came Home, scritta da Shawn Colvin e John Leventhal, cantata da Shawn Colvin
- Don't Speak, scritta da Eric Stefani e Gwen Stefani, cantata dai No Doubt
- How Do I Live, scritta da Diane Warren, cantata da LeAnn Rimes e Trisha Yearwood
- Where Have All the Cowboys Gone?, scritta e cantata da Paula Cole
- I Believe I Can Fly, scritta e cantata da R. Kelly

#### Miglior artista esordiente
- Paula Cole
- Fiona Apple
- Erykah Badu
- Hanson
- Puff Daddy

#### Album dell'anno
- Time Out of Mind - Bob Dylan
- The Day - Babyface
- Flaming Pie - Paul McCartney
- OK Computer - Radiohead
- This Fire - Paula Cole

### Pop

#### Miglior album pop vocale
- Hourglass - James Taylor
- This Fire -  Paula Cole
- The Dance - Fleetwood Mac
- Travelling Without Moving - Jamiroquai
- Surfacing - Sarah McLachlan

#### Miglior interpretazione vocale pop femminile
- Sarah McLachlan - Building a Mystery
- Mariah Carey - Butterfly
- Paula Cole - Where Have All the Cowboys Gone
- Shawn Colvin - Sunny Came Home
- Jewel - Foolish Games

#### Miglior interpretazione vocale pop maschile
- Elton John - Candle in the Wind 1997
- Babyface - Every Time I Close My Eyes
- Maxwell - Whenever Wherever Whatever
- Seal - Fly Like an Eagle
- Duncan Sheik - Barely Breathing

#### Miglior interpretazione vocale pop di gruppo
- Jamiroquai - Virtual Insanity
- The Rolling Stones - Anybody Seen My Baby?
- Fleetwood Mac - Silver Springs
- Hanson - MMMBop
- No Doubt - Don't Speak

#### Miglior collaborazione pop vocale
- John Lee Hooker e Van Morrison - Don't Look Back
- Babyface e Stevie Wonder – How Come, How Long
- Tony Bennett e Billie Holiday – God Bless the Child
- Bryan Adams e Barbra Streisand  – I Finally Found Someone
- Barbra Streisand e Céline Dion – Tell Him

### Dance/elettronica

#### Miglior registrazione dance
- Carry On - Donna Summer e Giorgio Moroder
- Da Funk - Daft Punk
- Ooh Aah... Just a Little Bit - Gina G
- To Step Aside - Pet Shop Boys
- Space Jam - Quad City DJ's

### Rock

#### Miglior album rock
- Blue Moon Swamp - John Fogerty
- Nine Lives - Aerosmith
- The Colour and the Shape - Foo Fighters
- Bridges to Babylon - The Rolling Stones
- Pop - U2

#### Miglior canzone rock
- One Headlight, scritta da The Wallflowers, cantata da Jakob Dylan
- Criminal, scritta da Fiona Apple, cantata da Fiona Apple
- Bitch, scritta da Meredith Brooks e Shelly Peiken, cantata da Meredith Brooks
- Crash into Me, scritta da Dave Matthews, cantata da Dave Matthews Band
- The Difference, scritta da Jakob Dylan, cantata da The Wallflowers

#### Miglior interpretazione vocale rock femminile
- Fiona Apple - Criminal
- Meredith Brooks – Bitch
- Ani DiFranco – Shy
- Abra Moore – Four Leaf Clover
- Patti Smith – 1959

#### Miglior interpretazione vocale rock maschile
- Bob Dylan - Cold Irons Bound
- David Bowie – Dead Man Walking
- John Fogerty – Blueboy'
- John Mellencamp – Just Another Day
- Bruce Springsteen – Thunder Road

#### Miglior interpretazione rock di un duo o un gruppo
- The Wallflowers - One Headlight
- Aerosmith – Falling in Love (Is Hard on the Knees)
- Fleetwood Mac – The Chain
- Matchbox Twenty – Push
- Dave Matthews Band – Crash into Me

#### Miglior canzone metal
- Ænema - Tool

#### Miglior interpretazione metal
- Tool - Ænema
- Corrosion of Conformity – Drowning in a Daydream
- Korn – No Place to Hide
- Megadeth – Trust
- Pantera – Cemetery Gates (live)

#### Miglior canzone hard rock
- The End Is the Beginning Is the End - The Smashing Pumpkins

#### Miglior interpretazione hard rock
- The Smashing Pumpkins - The End Is the Beginning Is the End
- Bush – Swallowed
- Foo Fighters – Monkey Wrench
- Nine Inch Nails – The Perfect Drug
- Rage Against the Machine – People of the Sun

### Alternative

#### Miglior interpretazione di musica alternativa
- Radiohead - OK Computer
- Björk – Homogenic
- David Bowie – Earthling
- The Chemical Brothers – Dig Your Own Hole
- The Prodigy – The Fat of the Land

### R&B

#### Miglior album R&B
- Baduizm - Erykah Badu
- The Day - Babyface
- Share My World - Mary J. Blige
- Evolution - Boyz II Men
- Flame - Patti LaBelle
- The Preacher's Wife: Original Soundtrack Album - Whitney Houston

#### Miglior canzone R&B
- I Believe I Can Fly, scritta ed eseguita da R. Kelly
- No Diggity, scritta da Dr. Dre, Chauncey Hannibal, Teddy Riley, William Stewart, Lynise Walters, Richard Vick e Bill Withers, eseguita da Blackstreet ft. Dr. Dre e Queen Pen
- On & On, scritta da Erykah Badu e Jaborn Jamal, eseguita da Erykah Badu
- Stomp, scritta da Kirk Franklin, eseguita da God's Property ft. Kirk Franklin e Salt
- Honey, scritta da Mariah Carey, Puff Daddy, Stevie J, Q-Tip, Bobby Robinson, Stephen Hague, Ronald Larkins, Malcolm McLaren e Larry Price, eseguita da Mariah Carey

### Country

#### Miglior album country
- Unchained - Johnny Cash

#### Miglior canzone country
- Butterfly Kisses - Raybon Brothers

### New Age

#### Miglior album new age
- Oracle - Michael Hedges
- Le Roi est mort, vive le Roi! - Enigma
- Voyager - Mike Oldfield
- Oceanic - Vangelis
- Canyon Lullaby - Paul Winter

### Rap

#### Miglior album rap
- No Way Out - Puff Daddy & the Family
- Supa Dupa Fly - Missy Elliott
- Wyclef Jean Presents The Carnival - Wyclef Jean
- Life After Death - The Notorious B.I.G.
- Wu-Tang Forever - Wu-Tang Clan

#### Miglior interpretazione rap solista
- Will Smith - Men in Black
- Busta Rhymes – Put Your Hands Where My Eyes Could See
- LL Cool J – Ain't Nobody
- Missy Elliott – The Rain (Supa Dupa Fly)
- The Notorious B.I.G. – Hypnotize

### Reggae

#### Miglior album reggae
- Fallen Is Babylon - Ziggy Marley and the Melody Makers
- Big Up - Aswad
- Appointment with His Majesty - Burning Spear
- Rage and Fury - Steel Pulse
- Freedom of Speech - Yellowman

### Produzione

#### Produttore dell'anno, non classico
- Babyface
- Walter Afanasieff
- Paula Cole
- Kirk Franklin
- Keith Thomas

### Remix

#### Remixer dell'anno, non classico
- Frankie Knuckles – "Un-Break My Heart (Franktidrama Club Mix)"
- David Morales
- Mousse T.
- Todd Terry
- Armand Van Helden

### Videoclip

#### Miglior videoclip
- Got 'til It's Gone - Janet Jackson; Mark Romanek (regista); Aris McGarry (produttore)[4]
- How Come, How Long - Babyface
- I Care 'Bout You - Milestone
- Early to Bed - Morphine
- Stinkfist - Tool

## Categorie speciali

### MusiCares Person of the Year
- Luciano Pavarotti

### Grammy Legend Award
- Luciano Pavarotti